# Albert DeSalvo
Albert DeSalvo   (Chelsea, 3 de setembre de 1931 - Walpole, 25 de novembre de 1973) va ser un assassí i violador estatunidenc actiu a Boston, Massachusetts, a principis de la dècada dels 1960. Se'l coneix per haver confessat ser l'"Estrangulador de Boston", un assassí en sèrie que va assassinar 13 dones a la zona de Boston entre el 14 de juny de 1962 i el 4 de gener de 1964. Malgrat que es va creure la confessió de DeSalvo a causa de l'evidència física, només va ser processat el 1967 per una sèrie de violacions no relacionades, per les quals va ser condemnat i empresonat fins a la seva mort el 1973.Les seves afirmacions d'haver assassinat múltiples dones van ser disputades, i els debats van continuar sobre quins crims havia comès realment.També era conegut amb els sobrenoms de "Measuring Man" (l'home que mesurava) i "Green Man" (l'home verd) per les seves activitats criminals anteriors.
La notorietat d'Albert DeSalvo rau principalment en la seva confessió dels tretze assassinats coneguts com els crims de l'Estrangulador de Boston. Aquesta confessió va catapultar el seu nom a la infàmia, tot i que la certesa que ell fos l'únic responsable de tots aquests homicidis ha estat objecte de considerable controvèrsia al llarg dels anys. La complexitat del cas es veu agreujada per la manca de proves físiques inicials que corroborin completament la seva confessió per a tots els assassinats, i per la presència d'altres activitats criminals conegudes de DeSalvo, que van precedir i van coincidir amb el període dels assassinats de l'Estrangulador de Boston. El fet que fos conegut per altres sobrenoms, derivats de diferents patrons de conducta criminal, suggereix una història de comportament delictiu que va evolucionar amb el temps.  

## Biografia
Albert Henry DeSalvo va néixer el 3 de setembre de 1931 a Chelsea, Massachusetts. Va ser el tercer de sis fills de Charlotte (nascuda Roberts) i en Frank DeSalvo. El seu pare era un violent alcohòlic que maltractava la seva dona de manera habitual. Els testimonis de l'època descriuen un entorn familiar marcat per la brutalitat i la por. En una ocasió particularment esgarrifosa, el pare de DeSalvo li va trencar totes les dents a la seva mare i li va doblegar els dits fins que se li van trencar, tot davant dels seus fills. A més del maltractament físic, en  Frank DeSalvo portava prostitutes a casa i mantenia relacions sexuals amb elles davant de la seva dona i els seus fills petits, creant un ambient familiar profundament pertorbador. Un germà de l'Albert va recordar haver presenciat com el seu pare intentava estrangular-lo quan era petit, fet que il·lustra la violència extrema que caracteritzava la seva infància. La tensió i la inestabilitat a la llar van culminar amb l'empresonament del pare en dues ocasions i el divorci dels pares el 1944.  
Des de ben petit, als 6 anys, en DeSalvo va aprendre a robar a les botigues, es va convertir en un delinqüent i va passar temps a la presó per petits delictes i violència. També va assistir a una escola de reforma, la Lyman School for Boys, on va ser enviat per primera vegada als 12 anys el novembre de 1943 per agressió i robatori. Va ser alliberat sota paraula l'octubre del 1944 i va treballar com a repartidor, però l'agost del 1946, amb gairebé quinze anys, va ser retornat a la Lyman School per robatori d'automòbils.
Després de completar la seva segona condemna, DeSalvo es va unir a l'exèrcit dels EUA. Va ser llicenciat amb honors després del seu primer període de servei. DeSalvo es va tornar a allistar i, malgrat haver estat jutjat per un consell de guerra, va ser novament llicenciat amb honors. Va servir com a sergent de la Policia Militar amb el 2n Esquadró, 14è Regiment de Cavalleria Blindada. Mentre estava destinat a Alemanya, va conèixer la Irmgard Beck, una noia alemanya. Es van casar i van tornar a Amèrica. Van viure modestament i, malgrat que la Irmgard va donar a llum una filla amb discapacitats físiques, la família va aconseguir mantenir-se. La Irmgard era conscient de la gran libido de DeSalvo i intentava evitar les relacions sexuals per por de tenir un altre fill amb discapacitat. No obstant això, el seu segon fill va ser un nen sa.

## Activitat criminal abans dels assassinats
Abans dels assassinats de l'Estrangulador de Boston, DeSalvo ja tenia un historial de delinqüència. Cap als 29 anys, tenia antecedents de robatori amb violació de morada. També havia començat una sèrie d'escapades de voyeurisme on trucava a les portes de senyores, fingia ser un buscador de models i prenia les mesures de la dona afalagada si tenia la sort d'entrar. DeSalvo, que es va guanyar el sobrenom de "Measuring Man", va passar 18 mesos a la presó per aquests delictes de caràcter sexual. Va ser arrestat per aquests crims el 17 de març de 1960 i condemnat a 11 mesos de presó. Quan no estava empresonat, DeSalvo treballava com a manetes i obrer de fàbrica.
Després de sortir de la presó, va començar els seus crims de "Green Man". Durant un període de dos anys, als estats veïns de Massachusetts, New Hampshire, Connecticut i Rhode Island, va violar al voltant de 300 dones. El "Green Man" va arribar a violar fins a 6 víctimes en un dia.  

## Assassinats
Entre el 14 de juny de 1962 i el 4 de gener de 1964, 13 dones solteres d'entre 19 i 85 anys van ser assassinades a la zona de Boston. La majoria van ser agredides sexualment i estrangulades als seus apartaments. Originalment, la policia creia que un home era l'únic autor. Sense cap signe d'entrada forçada a casa seva, es va suposar que les dones havien deixat entrar el seu agressor, fos perquè el coneixien fos perquè creien que era un proveïdor de serveis. Els atacs van continuar malgrat l'àmplia publicitat als mitjans després dels primers assassinats. Molts residents van comprar gasos lacrimògens i panys i forrellats nous per a les seves portes. Algunes dones fins i tot van marxar de la zona en resposta als assassinats.
Els assassinats van ocórrer en diverses ciutats, inclosa Boston, cosa que va complicar la supervisió jurisdiccional per a la persecució dels crims. El fiscal general de Massachusetts, Edward W. Brooke, va ajudar a coordinar les diverses forces policials.
Les primeres quatre víctimes van ser l'Anna Slesers, de cinquanta-cinc anys, trobada morta el 14 de juny del 1962; la Mary Mullen, de vuitanta-cinc anys, trobada morta el 28 de juny del 1962; la Nina Nichols, de seixanta-vuit anys, descoberta el 30 de juny del 1962; i la Helen Blake, de seixanta-cinc anys, també trobada el 30 de juny del 1962. Altres víctimes van ser l'Ida Irga, de setanta-cinc anys, trobada l'agost del 1962; la Jane Sullivan, de seixanta-cinc anys; la Sophie Clark, de vint-i-un anys, trobada el 5 de desembre del 1962; la Patricia Bissette, de vint-i-tres anys, trobada tres setmanes després; la Mary Brown, de seixanta-vuit anys, trobada el març del 1963; la Beverly Samans, de vint-i-tres anys, descoberta el maig del 1963 amb les mans lligades a l'esquena i estrangulada. Les últimes víctimes van ser l'Evelyn Corbin, de cinquanta-vuit anys, trobada el 8 de setembre del 1963 amb la roba interior ficada a la boca; Joann Graff, de vint-i-tres anys, trobada el 25 de novembre del 1963; i la Mary Sullivan, de dinou anys, que va ser violada i estrangulada al seu apartament de Boston el 4 de gener del 1964. Tres lligadures li van ser embolicades al voltant del coll i un mànec d'escombra li va ser introduït a la vagina. El assassí va deixar una targeta amb la llegenda "Feliç Any Nou", recolzada contra el seu peu esquerre.

## Investigació, confessió a la presó i mort
El 27 d'octubre del 1964, un desconegut va entrar a casa d'una jove fent-se passar per detectiu. Va lligar la víctima al seu llit, la va agredir sexualment i de sobte va marxar, dient "Ho sento" mentre se n'anava. La descripció de l'agressor per part de la dona va portar la policia a identificar-lo com a DeSalvo. Quan es va publicar la seva foto, moltes dones el van identificar com l'home que les havia agredit. El mateix dia, DeSalvo s'havia fet passar per un automobilista amb problemes al cotxe i havia intentat entrar a una casa a Bridgewater, Massachusetts. El propietari, el futur cap de policia de Brockton, Richard Sproules, va sospitar i finalment va disparar una escopeta a DeSalvo.
DeSalvo no va ser sospitós inicialment d'estar involucrat en els assassinats per estrangulament. Sota arrest pel seu paper en les violacions del "Green Man", va confessar a un company de presó, George Nassar. Nassar va informar de la confessió al seu advocat, F. Lee Bailey, qui també va assumir la defensa de DeSalvo. Tot i que hi havia algunes inconsistències en el seu relat, DeSalvo va citar detalls del cas de l'Estrangulador que no s'havien fet públics. La policia va quedar impressionada per la precisió de les descripcions de DeSalvo de les escenes del crim. Només després que DeSalvo fos acusat de violació va donar una confessió detallada de les seves activitats com a Estrangulador.
A causa de la manca de proves físiques que corroboressin la seva confessió per als assassinats, DeSalvo va ser jutjat per càrrecs anteriors i no relacionats de robatori i delictes sexuals, en els quals era conegut com a "Green Man" i "Measuring Man" respectivament. Bailey va esmentar la confessió de DeSalvo als assassinats com a part de la història del seu client durant el judici per tal d'obtenir un veredicte de "no culpable per raó de bogeria" per als delictes sexuals, però el jutge la va considerar inadmissible. DeSalvo va ser condemnat a cadena perpètua el 1967.
El febrer d'aquell any, va escapar amb dos companys de presó de l'Hospital Estatal de Bridgewater, desencadenant una persecució a gran escala. Es va trobar una nota al seu llit adreçada al superintendent. A la nota, DeSalvo afirmava que havia escapat per centrar l'atenció en les condicions de l'hospital i la seva pròpia situació. Immediatament després de la seva fugida, DeSalvo es va disfressar de sotsoficial de tercera classe de la Marina dels EUA, però es va entregar l'endemà. Després de la fugida, va ser traslladat a la presó de màxima seguretat coneguda en aquell moment com a Walpole.
El 25 de novembre del 1973, va ser trobat apunyalat a mort a la infermeria de la presó. Robert Wilson, associat amb la banda Winter Hill, va ser jutjat per l'assassinat de DeSalvo, però el judici va acabar amb un jurat sense acord. La Bailey va declarar més tard que DeSalvo va ser assassinat per vendre amfetamines a la presó per menys del preu del sindicat imposat pels presos.

## Controvèrsia i notícies recents
Persisteixen els dubtes sobre si DeSalvo va ser l'únic autor dels assassinats de l'Estrangulador de Boston. En el moment de la seva confessió, persones que el coneixien personalment no el creien capaç de crims tan atroços. Les seves confessions originals, per exemple, demostraven ignorància de molts aspectes dels crims. Tot i que més tard va descriure detalls que només el veritable assassí podria haver sabut, el seu testimoni, segons alguns observadors, podria haver-se basat en informació proporcionada per la policia. A més, diverses víctimes que van sobreviure no creien que ell fos el seu atacant.
El 13 de desembre de 2001, la família de Mary Sullivan, una jove de 19 anys que es creia que havia estat assassinada per DeSalvo el 1964, va declarar a Court TV que les proves d'ADN revelaven que DeSalvo no havia assassinat Mary Sullivan. La família va instar la policia a investigar i trobar el veritable assassí de Mary Sullivan.
El 11 de juliol de 2013, el Departament de Policia de Boston va anunciar que havien trobat proves d'ADN que vinculaven DeSalvo amb la violació i assassinat de Mary Sullivan. L'ADN trobat a l'escena era una "coincidència gairebé segura" amb l'ADN-Y pres d'un nebot de DeSalvo. L'ADN-Y es transmet a través de la línia masculina directa amb pocs canvis i es pot utilitzar per vincular homes amb un avantpassat de línia paterna comú. Un tribunal va ordenar l'exhumació del cadàver de DeSalvo per analitzar el seu ADN directament. El 19 de juliol de 2013, el fiscal del districte de Suffolk, Daniel F. Conley, va anunciar que les proves d'ADN extretes d'un fèmur i tres dents de DeSalvo coincidien amb l'ADN trobat a l'escena del crim de Mary Sullivan, deixant "sense cap mena de dubte" que DeSalvo l'havia violada i assassinada. A la llum d'aquestes conclusions, les autoritats van concloure que DeSalvo "molt probablement" també va cometre els altres assassinats.
Tot i que DeSalvo va ser vinculat de manera concloent amb l'assassinat de Mary Sullivan, persisteixen els dubtes sobre si va cometre tots els homicidis de l'Estrangulador de Boston, i sobre si un altre assassí podria encara estar en llibertat.